# William Christopher
William Christopher (født 30. oktober 1932 i Evanston i Illinois, død 31. december 2016 i Pasadena i USA) var en amerikansk skuespiller, bedst kendt for sin rolle som fader Mulcahy i TV-serien M*A*S*H og i spin-off-serien AfterMASH, og som menig Lester Hummel i Gomer Pyle, U.S.M.C.